# HMS Inconstant (1915)
El HMS Inconstant fue un crucero ligero de la Clase Arethusa que navegó bajo la bandera de la Royal Navy.

## Construcción y botadura
Fue construido en los astilleros William Beardmore and Company de Glasgow (Reino Unido). Su quilla fue puesta en grada el 3 de abril de 1913. Botado el 6 de julio de 1914, fue alistado en enero de 1915.

## Historia operacional
Tras su alistamiento, el Inconstant fue asignado al 1.er Escuadrón de Cruceros Ligeros de la Grand Fleet, participando en la Primera Guerra Mundial.
Del 31 de mayo al 1 de junio, el crucero ligero Inconstant tomó parte en la Batalla de Jutlandia.

## Baja
Tras la Gran Guerra, el 9 de junio de 1922, fue vendido para su desguace a Cashmore, de Newport.

### Buques de la clase
• HMS Arethusa
• HMS Aurora
• HMS Galatea 
• HMS Penelope
• HMS Phaeton
• HMS Royalist
• HMS Undaunted
- Datos: Q2888023
- Multimedia: HMS Inconstant (ship, 1915) / Q2888023